# Liste der Monuments historiques in Beauvois-en-Cambrésis
Die Liste der Monuments historiques in Beauvois-en-Cambrésis führt die Monuments historiques in der französischen Gemeinde Beauvois-en-Cambrésis auf.

## Liste der Objekte
| Bezeichnung                        | Beschreibung   | Standort                      | Kennzeichnung | Schutzstatus | Datum | Bild |
| ---------------------------------- | -------------- | ----------------------------- | ------------- | ------------ | ----- | ---- |
| Bas-Relief: Kreuzigung und Apostel | Stein, um 1500 | in der Kirche Ste-Anne (Lage) | PM59000102    | Classé       | 1933  |      |